# ʿAbd Manāf ibn Qusaiy
ʿAbd Manāf ibn Qusaiy (arabisch عبد مناف بن قصي, DMG ʿAbd Manāf ibn Quṣaiy) war ein Vorfahre des Propheten Mohammed, der zu einer nicht genau bestimmbaren Zeit die Führung des Stammes der Quraisch innehatte. Er war Sohn des Qusaiy ibn Kilāb, der die Vorherrschaft der Quraisch über Mekka begründet hatte.
ʿAbd Manāf hatte vier Söhne: al-Muttalib, Hāschim, ʿAbd Schams und Naufal. Sie sollen die politischen Voraussetzungen für den die ganze Arabische Halbinsel umspannenden mekkanischen Handel geschaffen haben. ʿAbd Schams soll mit dem Negus von Aksum Beziehungen angeknüpft haben, Hāschim mit Syrien, al-Muttalib mit dem Jemen und Naufal mit dem Irak.
Unter der Führung von ʿAbd Schams trat der Clan ʿAbd Manāf in ein Rivalitätsverhältnis zur ebenfalls quraischitischen Familie ʿAbd ad-Dār. Die ʿAbd Manāf wurden dabei von den anderen mekkanischen Clanen Asad, Zuhra, Taim und al-Hārith ibn Fihr unterstützt, während die ʿAbd ad-Dār die Hilfe der Clane Machzūm, Sahm, Dschumah und ʿAdī erhielten. Die beiden Lager waren als Mutaiyabūn („Parfümierte“) und die Ahlāf („Alliierte“) bekannt.
Durch seine Söhne Hāschim und ʿAbd Schams war ʿAbd Manāf Stammvater sowohl der Banū Hāschim als auch der Umayyaden. Die große Bedeutung, die den Nachkommen ʿAbd Manāfs innerhalb des Stammes der Quraisch zugesprochen wurde, wird in einem arabischen Gedicht, das der andalusische Geschichtsschreiber ʿAbd al-Malik ibn Habīb (st. 853) zitiert, mit folgendem Bild verdeutlicht:
Kānat Quraišu baiḍatan fa-tafallaqat

fa-l-muḥḥu ḫāliṣu-hū li-ʿAbdi Manāf
Quraisch war ein Ei, das zerplatzte,

der reine Eidotter kam ʿAbd Manāf zu.
Als nach dem Tod des Propheten Abū Bakr, der zum Clan Taim gehörte, zum Nachfolger erhoben wurde, protestierten die Umayyaden und pochten auf die politischen Vorrechte der Nachkommen ʿAbd Manāfs. Abū Sufyān soll die Herrschaft Abū Bakrs mit den Worten in Frage gestellt haben: „Ihr Nachkommen von ʿAbd Manāf, könnt ihr damit zufrieden sein, dass ein Mann von dem Clan Taim Eure Angelegenheiten übernimmt?“